# Chris McBride
Pour les articles homonymes, voir McBride.
Chris McBride (né en 1941 à Johannesburg) fut le premier à observer les lions blancs de Timbavati en Afrique du Sud, en octobre 1975, où deux lions blancs sont nés d'une lionne et un lion de couleur fauve dans la réserve naturelle.